# تاجه زیی
تاجه زیی (به انگلیسی: Taja Zai) یک شهرک در پاکستان است که در ناحیه لکی واقع شده‌است.